# Mitte (Wiesbaden)
Pour les articles homonymes, voir Mitte.
Mitte est un quartier de la ville de Wiesbaden en Allemagne.